# Rhys Matthew Bond
Pour l’article homonyme, voir Bond.
Rhys Matthew Bond, né le 11 juin 1998 à Hampstead, est un acteur britannique.

## Biographie

### Carrière
Depuis 2015, il tient le rôle principal de Nick Radford aux côtés de Catherine Bell, James Denton et de Bailee Madison dans la série Soupçon de magie (Good Witch).
Ties That Bind et L'Heure de la peur. Il a aussi joué dans le téléfilm The Unauthorized Saved by the Bell Story (en).

## Filmographie
- 2015 : Ties That Bind : Cameron Olson (10 épisodes)
- 2015 - 2019 : Un soupçon de magie : Nick Radford (rôle principal saison 1 à 5 puis récurrent saison 6 et 7)
- 2017- 2018 : Heartland : Dylan Westfield (8 épisodes)
- 2017 : Deadly Exchange : Jack